# جایزه رسانه‌ای گلد
جایزه رسانه‌ای گلد (به انگلیسی: GLAAD Media Award) یک جایزه رسانه‌ای اهدا شده توسط گلاد، برای طرح تاثیرگذار مسائل مربوط به همجنس‌گرایی، دوجنس‌گرایی و تراجنسیتی است. این جوایز علاوه بر نمایش‌های سینمایی و تلویزیونی شامل رسانه‌ها و هنرهای دیگر مثل تئاتر، موسیقی و روزنامه‌نگاری می‌شود.
جوایز توسط ۷۰۰ داوطلب و از طریق رای‌گیری در چهار مورد «منصفانه، صحیح»، و «جسارت و اصیل بودن»، «تأثیر عمیق» در جامعه و «کیفیت کلی» انتخاب می‌شوند. این جوایز همچنین در دو بخش جداگانه انگلیسی‌زبان و اسپانیایی‌زبان معرفی می‌شوند. اولین مراسم اهدای جوایز رسانه‌ای گلاد در سال ۱۹۹۰ با حضور ۳۴ نامزد در ۷ رده رقابتی برگزار شد.